# Bandera de Dakota del Sur
La bandera de Dakota del Sur representa al estado de Dakota del Sur en los EE. UU. con un campo azul cielo cargado con una versión en azul marino sobre fondo blanco del sello del estado en el centro, rodeado de triángulos de oro que representan a los rayos del sol. Todo ello rodeado a su vez por inscripciones en oro de letras capitales sans-serif de SOUTH DAKOTA (Dakota del Sur) en la parte superior y THE MOUNT RUSHMORE STATE (el estado del Monte Rushmore) (alias del Estado) en la parte inferior. La inscripción inferior fue el estado del sol brillante antes de cambiarse en 1992.

## La promesa a la bandera
La promesa oficial a la bandera de Dakota del Sur es Prometo lealtad y apoyo a la bandera y al estado de Dakota del Sur, la tierra del sol, la tierra de la infinita variedad. El único protocolo de la promesa a la bandera es que no se sustituya o anticipe a la Promesa de Lealtad a la bandera de los Estados Unidos.

## Bandera original
La bandera original consistía en un sol dominante rodeada por el texto "Dakota del Sur" y "The Sunshine State".

## Banderas Históricas

Bandera de Dakota del Sur (1909-1963)
Bandera de Dakota del Sur (1963-1992)